# アンマー 〜母唄〜
「アンマー 〜母唄〜」（アンマー 〜ははうた〜）は、RSPの7枚目のシングル。2009年6月3日発売。

## 解説
2009年第二弾シングル。
かりゆし58の代表曲のカバー。
DVD付初回限定盤と通常盤の2形態で発売。
DVDは「アンマー 〜母唄〜」「　You are my friend」2曲のミュージック・ビデオを収録している。

## 収録曲

### CD
1. アンマー 〜母唄〜
  - 作詞・作曲：前川真悟／編曲：YANAGIMAN
2. You are my friend 
  - 作詞：Tamala／作曲・編曲：宗岡礼二郎
3. LA・LA・LA LOVE SONG 
  - 作詞・作曲：久保田利伸／編曲：r.a.m
4. アンマー 〜母唄〜（Instrumental）

### DVD
1. アンマー ～母唄～ (Music Video)
2. You are my friend (Music Video)